# Clang
Clang (произносится «клэнг») является фронтендом для языков программирования C, C++, Objective-C, Objective-C++ и OpenCL C, использующимся совместно с фреймворком LLVM. Clang транслирует исходные коды в байт-код LLVM, затем фреймворк производит оптимизации и кодогенерацию.
Целью проекта является создание замены GNU Compiler Collection (GCC). Разработка ведётся согласно концепции open source в рамках проекта LLVM.
Clang 12 последней версии от апреля 2021 имеет полную поддержку всех опубликованных стандартов C++ до C++17, реализует большинство функций C++20 и добавляет частичную поддержку разрабатываемого стандарта C++23 . Начиная с версии V6.0.0 в Clang компилирует C++ с использованием в GNU C++14 диалект по умолчанию, которое включает функции из C++14 стандарта и в соответствии с GNU-расширениями.
В проекте участвуют работники нескольких корпораций, в том числе Google и Apple. Исходный код доступен на условиях BSD-подобной лицензии.

## Обзор
Clang — это транслятор для C-подобных языков, созданный специально для работы на базе LLVM. Комбинация Clang и LLVM представляет собой полноценный компилятор и предоставляет набор инструментов, позволяющих полностью заменить GCC. Благодаря архитектуре, основанной на библиотеках, Clang (как и LLVM) легко встраивается в другие приложения.
Одной из главных задач Clang является поддержка инкрементной компиляции, позволяющей более тесно интегрировать компилятор и графический интерфейс среды разработки, в отличие от GCC, который был создан для работы в классическом цикле «компиляция-линковка-отладка». В отличие от GCC, ориентированного преимущественно на кодогенерацию, Clang стремится предоставить универсальный фреймворк для парсинга, индексации, статического анализа и компиляции языков семейства Си. В частности, Clang не производит упрощений исходного кода на этапе парсинга (как это делает GCC), гарантируя точное воспроизведение исходного текста в абстрактное синтаксическое дерево.
В отличие от GCC, Clang изначально спроектирован для максимального сохранения информации в ходе процесса компиляции, в том числе сохранения «внешнего вида» исходного кода. Эта особенность позволяет Clang создавать развернутые контекстно-ориентированные сообщения об ошибках, понятные как для программистов, так и для сред разработки. Модульный дизайн компилятора позволяет использовать его в составе среды разработки для индексирования кода, подсветки синтаксиса и переработки кода.
Clang поддерживает большинство распространенных опций GCC.

## История развития
В таблице представлены только наиболее значительные события.
| Дата             | Событие |
| ---------------- | --- |
| 25 февраля 2009  | Clang/LLVM позволяют скомпилировать ядро FreeBSD. Сейчас весь исходный код FreeBSD — как ядро, так и пользовательские программы — может быть скомпилирован с помощью Clang. |
| 16 марта 2009    | Clang/LLVM компилирует работоспособное ядро DragonFly BSD. |
| 23 октября 2009  | Clang 1.0 впервые выпущен в составе LLVM 2.6. |
| Декабрь 2009     | Кодогенерация для языков C и Objective-C достигла промышленного качества (поддержка C++ и Objective-C++ ещё не завершена). Компилятор C++ может осуществлять лексический разбор libstdc++ из GCC 4.2 и генерировать работоспособный код для нетривиальных программ, а также компилирует себя. |
| 2 февраля 2010   | Clang осуществил self-hosting (скомпилировал работоспособную версию clang+llvm). |
| 20 февраля 2010  | Исходный код HelenOS был изменён для успешной компиляции с помощью Clang и прошёл все регрессионные тесты для ядра и пользовательских программ на платформе IA-32. |
| 20 мая 2010      | Последняя версия Clang успешно собирает Boost и проходит большинство тестов. |
| 10 июня 2010     | Clang и LLVM становятся частью FreeBSD (хотя компилятором по умолчанию остаётся GCC). |
| 25 октября 2010  | Clang/LLVM успешно компилирует ядро Linux (частично). До полной поддержки остаётся исправить несколько ошибок в clang и избавиться от некоторых gnu-специфичных конструкций в ядре. |
| Январь 2011      | Проведена предварительная работа по поддержке черновика стандарта C++0x, в разрабатываемой версии Clang поддерживаются некоторые новые возможности. |
| 10 февраля 2011  | Clang успешно компилирует виртуальную машину Java HotSpot. |
| 18 августа 2011  | Неофициальная версия Clang с поддержкой SafeCode, технологией отслеживания возможных проблем при работе с памятью в разрабатываемом приложении. |
| 22 октября 2011  | Обеспечена возможность сборки LibreOffice компилятором Clang. |
| 28 февраля 2012  | Clang 3.0 смог скомпилировать более 91 % пакетов Debian. |
| 29 февраля 2012  | Clang стал основным компилятором для Minix 3. |
| 12 мая 2012      | Объявлено о замене GCC на Clang в базовой системе FreeBSD. |
| 14 июля 2012     | Продемонстрирован запуск openSUSE с ядром Linux, собранным при помощи Clang. |
| 19 апреля 2013   | Объявлено о поддержке Clang’ом стандарта языка C++11. |
| 18 июня 2013     | Релиз Clang 3.3 поддерживает 100 % возможностей C++11. |
| 07 ноября 2013   | Clang поддерживает 100 % возможностей C++14. |
| 11 сентября 2014 | С помощью Clang 3.5 можно пересобрать 94,3 % архива Debian. Доля неудач при сборках снизилась с января 2013 г. на 1,2 % на релиз, в основном вследствие повышения совместимости с флагами GCC.                                                                                                |
| 13 марта 2017    | Clang 4.0.0 Релиз. |
| 26 июля 2017     | Clang становится компилятором по умолчанию в OpenBSD 6.2.. |
| 7 сентября 2017  | Clang 5.0.0 Релиз. |
| 5 марта 2018     | Clang становится компилятором по умолчанию сборок Google Chrome для всех поддерживаемых платформ. |
| 8 марта 2018     | Clang 6.0.0 Релиз. |
| 19 сентября 2018 | Clang 7.0.0 Релиз |
| 20 марта 2019    | Clang 8.0.0 Релиз |
| 19 сентября 2019 | Clang 9.0.0 Релиз |
| 24 марта 2020    | Clang 10.0.0 Релиз |
| 6 января 2021    | Clang 11.0.0 Релиз |
| 14 апреля 2021   | Clang 12.0.0 Релиз |
| 4 октября 2021   | Clang 13.0.0 Релиз |
| 25 марта 2022    | Clang 14.0.0 Релиз |
| 6 сентября 2022  | Clang 15.0.0 Релиз |
| 17 марта 2023    | Clang 16.0.0 Релиз |
| 19 сентября 2023 | Clang 17.0.1 Релиз |